# Oldřich Černý
Oldřich Černý (nascido em 1965) é um político checo e membro do partido da Câmara dos Deputados pela Liberdade e Democracia Direta. Ele foi eleito pela primeira vez em 2017 para a região da Boémia Central em segundo lugar na lista do SPD. Ele também é o vice-prefeito de Kladno.